# Eosentomon paktai
Eosentomon paktai är en urinsektsart som beskrevs av Imadaté 1965. Eosentomon paktai ingår i släktet Eosentomon och familjen trakétrevfotingar. Inga underarter finns listade i Catalogue of Life.